# George L. Hersey
George Leonard Hersey (meist George L. Hersey oder George Hersey; * 30. August 1927 in Cambridge, Massachusetts; † 23. Oktober 2007 in New Haven, Connecticut) war ein US-amerikanischer Kunst- und Architekturhistoriker sowie Kulturwissenschaftler. Der international anerkannte Experte vor allem für die Architektur und Skulpturen der italienischen Renaissance sowie der Architektur und Kunst des 19. Jahrhunderts in Europa und Amerika war von 1971 bis 1998 Professor für Kunstgeschichte an der Yale University.

## Leben
Nach dem Abschluss der High School 1945 diente George Leonard Hersey zunächst in der US-Handelsmarine (United States Merchant Marine), die damals mithalf, die US-Truppen nach dem Einsatz im Zweiten Weltkrieg wieder nach Hause zu bringen. Er war unter anderem als Purser (Zahlmeister) tätig. Anschließend trat er in die U.S. Army ein, wo die Wiedereingliederung der Weltkriegssoldaten zu seinen Aufgaben gehörte. Parallel dazu besuchte er eine Kochschule und lernte das Waldhorn zu spielen. Dieses Instrument beherrschte er schließlich so gut, dass er einer Band zugeteilt wurde, die im Army and Navy General Hospital in Hot Springs im Bundesstaat Arkansas spielte.
Nach dem Wehrdienst begann er sein Studium unter anderem der Bühnengestaltung, erlangte 1951 den Bachelor (B.A.) an der Harvard University und 1954 den akademischen Grad eines Master of Fine Arts (M.F.A.) in Drama an der Yale University. Anschließend lehrte er fünf Jahre lang an der Bucknell University. Dort wurde sein Interesse an Kunstgeschichte geweckt. Er kehrte 1959 an die Universität Yale zurück, um dieses Fach zu studieren. 1963 erlangte er seinen Master of Arts (M.A.) und 1964 seinen Ph.D. in Kunstgeschichte. Ab 1963 lehrte er auch an der Abteilung für Kunstgeschichte (Department of the History of Art) der Yale-Universität und wurde dort 1971 zum ordentlichen Professor (Full Professor) berufen. Diese Stellung hatte er bis zu seiner Emeritierung 1998 inne. Er wurde auch zu Gastvorlesungen nach Italien eingeladen. Von 1975 bis 1992 betätigte er sich als Herausgeber der Reihe Yale Publications in the History of Art der Yale University Press. Er war zudem Mitherausgeber der Fachzeitschrift Architectura.
Zu seinen Auszeichnungen gehören die Stipendien Fulbright Scholarship und Morse Fellowship.
Professor emeritus George Leonard Hersey starb am 23. Oktober 2007 im Alter von 80 Jahren in New Haven. Er hinterließ seine Frau Jane sowie seine erwachsenen Kinder Donald und James.

## Leistungen

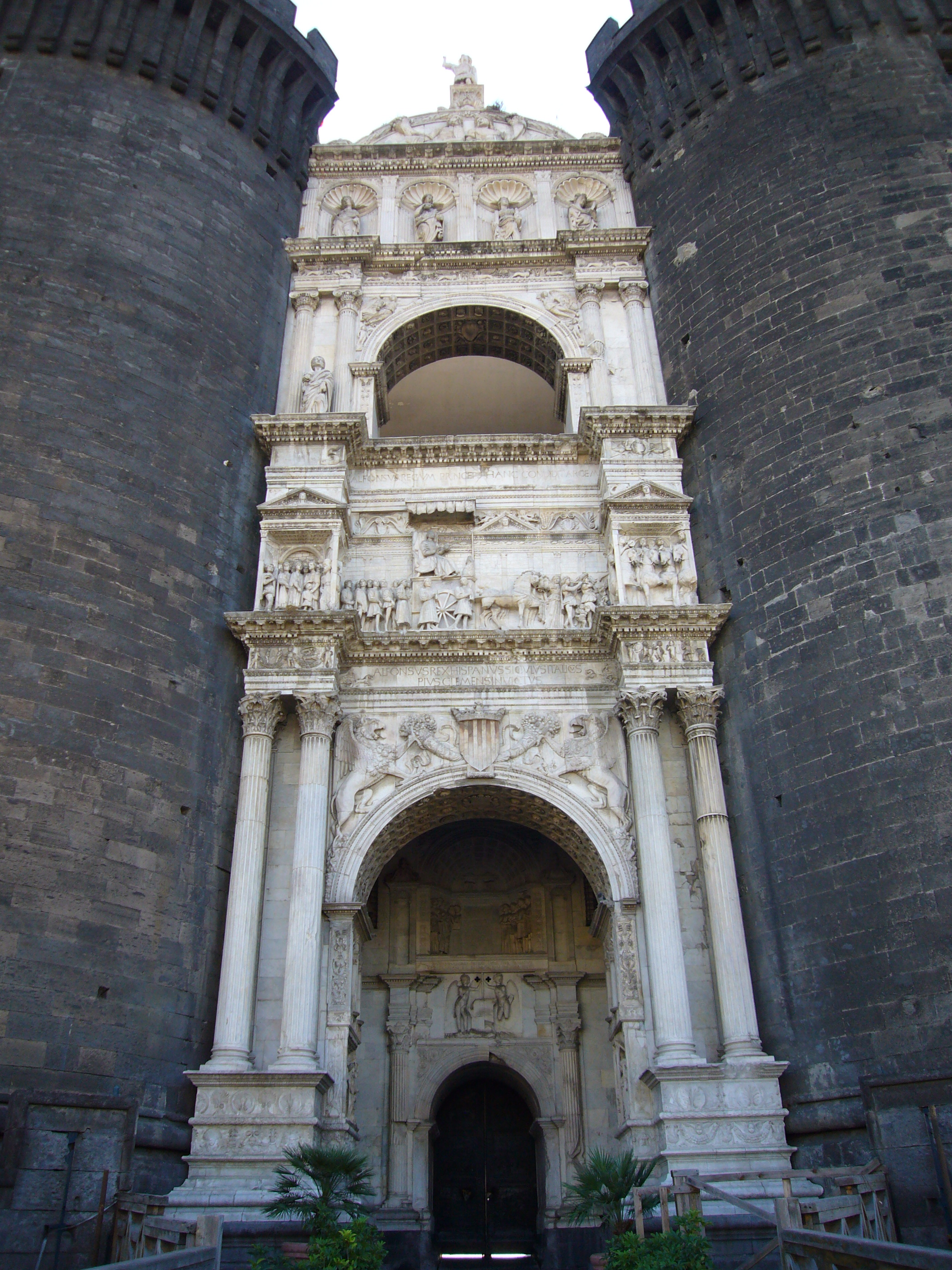
George L. Hersey legte eine kunstgeschichtliche Studie über den Triumphbogen am Haupttor des Castel Nuovo vor.

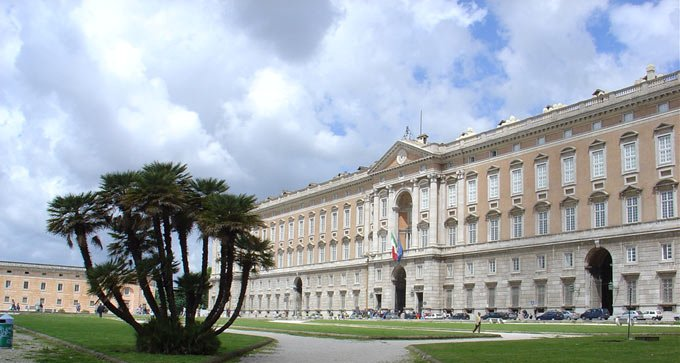
George Hersey beschäftigte sich auch mit dem Palast von Caserta

George L. Hersey machte sich einen Namen als Experte für die Architektur und Skulpturen der italienischen Renaissance sowie der Architektur und Kunst des 19. Jahrhunderts in Europa und Amerika. Sein Spezialgebiet war die Bau- und Kunstgeschichte Neapels während der Renaissance. Darüber legte er grundlegende Bücher vor, so Alfonso II and the Artistic Renewal of Naples 1485–1495 (1969), das sich mit der kunstgeschichtlichen Bedeutung Alfons II. von Neapel beschäftigt, und The Aragonese Arch at Naples, 1443–1475 (1973), das den Triumphbogen am Castel Nuovo zum Gegenstand hat. Der Bogen seines Interesses spannte sich bis zu Mimmo Jodice, dem nicht zuletzt durch seine düsteren Aufnahmen seiner Heimatstadt Neapel bekannten Fotografen. Gemeinsam mit Predrag Matvejević widmete ihm Hersey 1995 den Essay-Band Mediterranea.
Mit Architecture, Poetry and Number in the Royal Palace at Caserta legte er 1983 eine umfassende Studie über den Palast von Caserta vor. In The Lost Meaning of Classical Architecture. Speculations on Ornament from Vitruvius to Venturi (1988) befasste er sich mit der Bedeutung des Ornaments in Kunst und Architektur von Vitruv bis Venturino Venturi. Allgemeinere Betrachtungen zur italienischen Renaissance waren Pythagorean Palaces. Architecture and Magic in the Italian Renaissance (1976) und Architecture and Geometry in the Age of the Baroque (2000).
Hersey erkannte auch die sich durch die Computertechnologie eröffnenden Möglichkeiten, historische Bauten nachträglich zu berechnen und per Computergrafiken zu visualisieren. Mit Richard Freedman verfasste er Possible Palladian Villas (1992), das ein neues Licht auf die geometrischen Prinzipien, die den Entwürfen Andrea Palladios zugrunde lagen, warf.
Darüber hinaus hat er sich aber auch mit der gesamten kulturgeschichtlichen Bedeutung der bildenden Kunst von der Antike bis zum 20. Jahrhundert auseinandergesetzt und ihre naturwissenschaftlichen,  philosophisch-ideologischen sowie soziologischen Hintergründe und Bedingungen beleuchtet, so etwa in The Monumental Impulse. Architecture’s Biological Roots (1999). Eines seiner bekanntesten Bücher wurde Verführung nach Maß. Ideal und Tyrannei des perfekten Körpers (The Evolution of Allure. Sexual Selection from the Medici Venus to the Incredible Hulk, 1996). Es spannt einen weiten Bogen von der Entwicklung und dabei doch erstaunlichen Kontinuität der Vorstellung vom perfekten Körper von den Bildhauern der Antike über die Renaissance, den Faschismus bis hin zum modernen Bodybuilding. Hersey behauptet unter Berufung auf Darwin, dass biologische Mechanismen, insbesondere sexuelle Selektion ästhetische Vorlieben und komplexe kulturelle Entwicklungen ursächlich herbeiführen. Diese Sicht gilt heute  als problematisch und zu deterministisch. Seine Wortwahl wie etwa "Atavismus" und "Hypoplasie" in Verbindung mit weiblichen Körperformen spiegelt veraltete Vorstellungen von Entwicklung, Geschlecht und Schönheit wider. Die moderne Forschung betont hingegen die Wechselwirkung von biologischer und kultureller Evolution und hierbei die Rolle subjektiver, persönlicher Präferenzen in der Evolution. Ähnlich weit gefasst war sein letztes Buch, Falling in Love With Statues. Artificial Humans from Pygmalion to the Present, das postum 2008 erschien.

## Schriften
- Alfonso II and the artistic renewal of Naples, 1485–1495. New Haven 1969
- High Victorian Gothic. A Study in Associationism. Baltimore 1972, ISBN 0-8018-1285-2
- The Aragonese Arch at Naples, 1443–1475. New Haven 1973, ISBN 0-300-01611-5
- Pythagorean Palaces. Magic and Architecture in the Italian Renaissance. Ithaca / London 1976, ISBN 0-8014-0998-5
- Architecture, Poetry and Number in the Royal Palace at Caserta. Cambridge / London 1983, ISBN 0-262-08121-0
- The Lost Meaning of Classical Architecture. Speculations on Ornament from Vitruvius to Venturi. Cambridge / London 1988, ISBN 0-262-08170-9
- zusammen mit Richard Freedman: Possible Palladian Villas. Plus a Few Instructively Impossible Ones. Cambridge / London 1992 (ISBN 0-262-08210-1 oder ISBN 0-262-58110-8)
- High Renaissance Art in St. Peter’s and the Vatican. An Interpretive Guide. Chicago / London 1993, ISBN 0-226-32781-7 und ISBN 0-226-32782-5
- zusammen mit Predrag Matvejević: Mediterranean / Mimmo Jodice. New York 1995, ISBN 0-89381-612-4 (dt. Mediterranea / Mimmo Jodice. München 1997, ISBN 3-89660-014-1)
- The Evolution of Allure. Sexual Selection from the Medici Venus to the Incredible Hulk. Cambridge / London 1996, ISBN 0-262-08244-6 (dt. Verführung nach Maß. Ideal / Tyrannei des perfekten Körpers. Berlin 1998, ISBN 3-88680-622-7)
- The Monumental Impulse. Architecture’s Biological Roots. Cambridge 1999, ISBN 0-262-08274-8
- Architecture and Geometry in the Age of the Baroque. Chicago / London 2000, ISBN 0-226-32783-3 und ISBN 0-226-32784-1
- Falling in Love With Statues. Artificial Humans from Pygmalion to the Present. Chicago / Bristol 2008, ISBN 978-0-226-32779-2